# Nuestros superiores
Nuestros superiores es una película dirigida por George Cukor en 1933.

## Argumento
Una americana con dinero se casa con un aristócrata inglés. Para su pesar, descubre que no todo lo que reluce es oro, y, que los motivos que impulsaron a su marido a contraer matrimonio, no eran precisamente sentimentales.

## Otros créditos
- Productora: RKO
- Color: Blanco y negro
- Sonido: RCA Photophone System
- Dirección artística: Van Nest Polglase
- Montaje: Jack Kitchin
- Sonido: George D. Ellis
- Efectos especiales: Harry Redmond Sr.
- Diseño de vestuario: Hattie Carnegie